# Лімідо-Комаско
Лімідо-Комаско (італ. Limido Comasco) — муніципалітет в Італії, у регіоні Ломбардія, провінція Комо.
Лімідо-Комаско розташоване на відстані близько 510 км на північний захід від Рима, 30 км на північний захід від Мілана, 17 км на південний захід від Комо.
Населення — 3903 особи (2014).

## Демографія
Населення за роками:

Станом на 1 січня 2023 року в муніципалітеті офіційно проживали 244 іноземці з 33 країн, серед них 54 громадяни країн Євросоюзу та 7 громадян України.

## Сусідні муніципалітети
- Чизлаго
- Фенегро
- Лураго-Мариноне
- Моццате
- Турате